# Iris oratoria
Iris oratoria (Linnaeus, 1758) è un insetto della famiglia Eremiaphilidae, rinvenibile in buona parte del bacino del Mediterraneo.

## Descrizione
Questa mantide viene spesso confusa con la Mantis religiosa, tuttavia una sostanziale differenza è riscontrabile nelle dimensioni delle ali notevolmente più corte. Generalmente è di colore verde ma talvolta assume una colorazione marrone, a seconda delle condizioni dell'umidità nell'ambiente circostante.
La femmina ha una lunghezza che varia dai 5,5 ai 6 cm, il maschio leggermente più piccolo, dai 4 ai 5 cm.

## Biologia
Può vivere per circa un anno, la stagione degli amori avviene tra agosto e ottobre, successivamente gli adulti sopravvivono raramente all'inverno.

## Distribuzione e habitat
Condivide gli stessi habitat della Mantis religiosa.